# Casa de los Caballeros de Santiago (Córdoba)
La casa de los Caballeros de Santiago, también conocida como el Palacio de los Condes de Valdelasgranas, es una antigua casa solariega situada en el municipio español de Córdoba, en la provincia homónima. Actualmente el recinto acoge la sede del CEIP Caballeros de Santiago.
Se encuentra ubicada en la plaza de Valdelagranas, en pleno casco histórico de Córdoba.

## Descripción e historia
El actual inmueble libera cuatro patios dos de ellos, conectados que se sitúan tras la fachada principal y otro tras la fachada a calle Claustro. El interior con arcos agralados y peraltados sobre columnas ochavadas.  
Durante el primer cuarto del siglo XX fue habitado por numerosas familias, que no dudaron en tapiar la casa mudéjar para la creación de diferentes estancias en la casa. Durante este periodo se perdieron los artesonados que fueron quemados para calentar a los moradores de estas casas. Es comprado posteriormente por Bodegas de la Fuensanta S.A. quienes salvan por entero el inmueble. En el año 1956 el Ayuntamiento de Córdoba, bajo la alcaldía de Antonio Cruz Conde, compra el inmueble por 900.000 pesetas para su adaptación a colegio público con 14 aulas.
En la actualidad el edificio pertenece a la Junta de Andalucía y es sede del colegio de educación infantil y primaria Caballeros de Santiago.